# دغانيا ألف

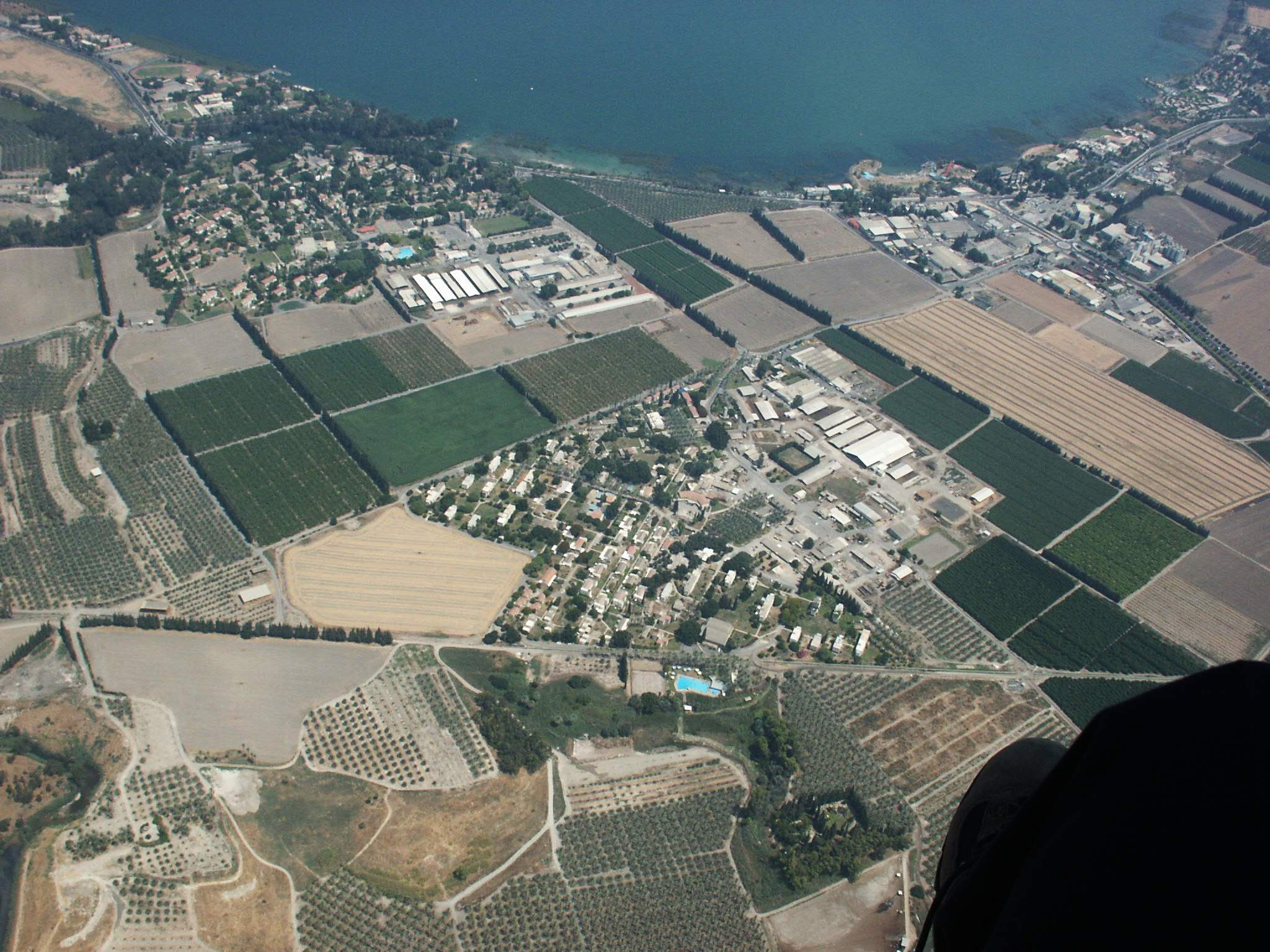
دغانيا ألف ودغانيا بت من الجو

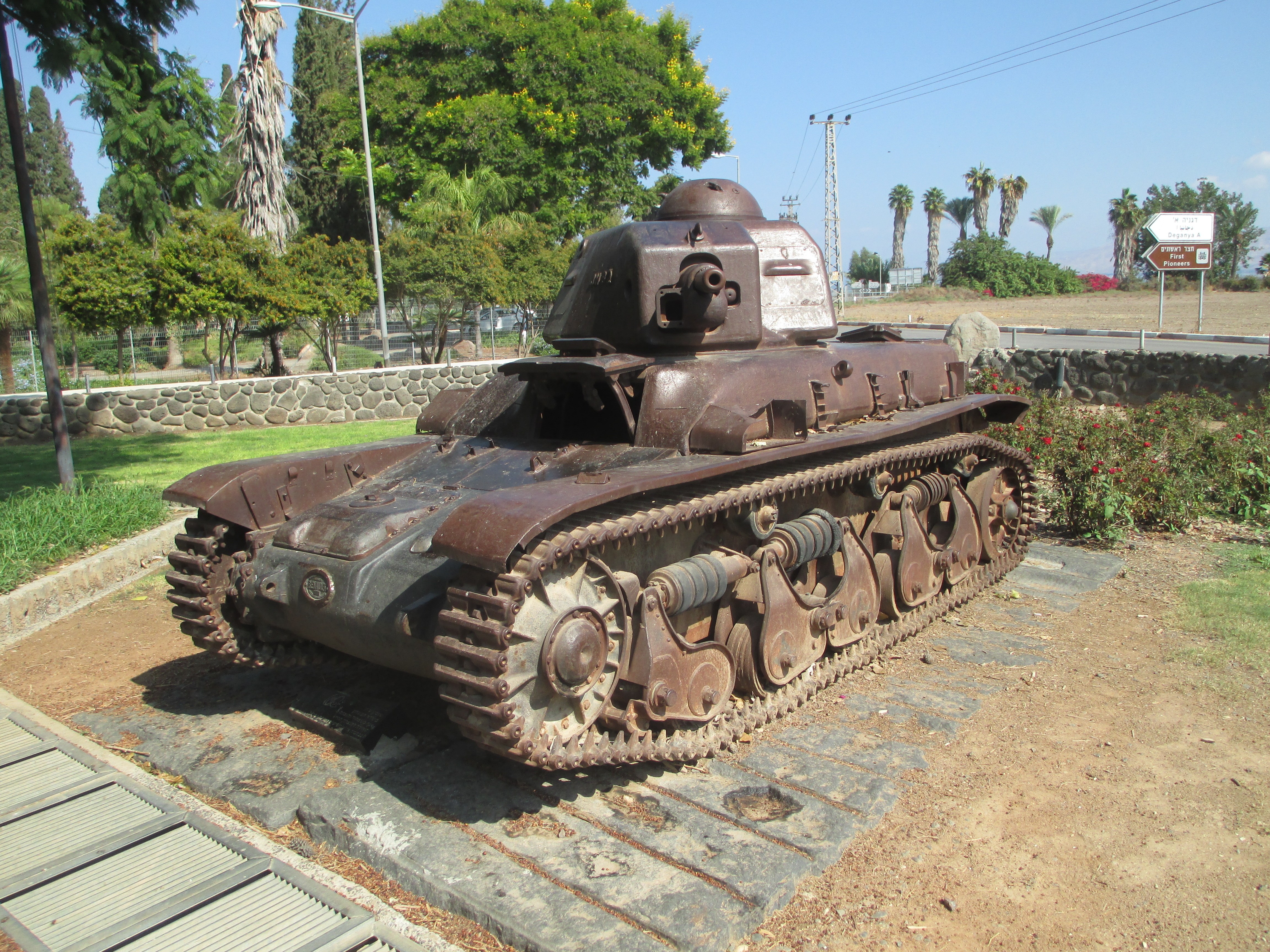
دبابة سورية في دغانيا

دغانيا ألف هي أول كيبوتس؛ (تجمع سكني تعاوني زراعي)، مستعمر من قبل اليهود على أرض فلسطين التاريخية تحت ولاية الدولة العثمانية ثم الانتداب البريطاني من بعد. أسست في عام 1910 على يد عشرة رجال وامرأتين، يتزعمهم جوزيف باراتز. دغانيا ألف هي مسقط رأس موشيه ديان. في عام 1947 بلغ عدد سكانها 380. دمرت المستعمرة بالكامل خلال حرب 1948 من قبل الجيش السوري.

## أعلام
- أوتو فاربورغ
- آرثر روبين
- أهارون دافيد جوردون
- موشيه دايان